# Saint-Igeaux
Saint-Igeaux [sɛ̃tiʒo] ou Saint-Ygeaux est une commune française située dans le département des Côtes-d'Armor en région Bretagne.

## Géographie

### Situation
| Saint-Nicolas-du-Pelem |                      | Canihuel   |
| Sainte-Tréphine        | Saint-Igeaux         | Plussulien |
|                        | Bon Repos sur Blavet |            |

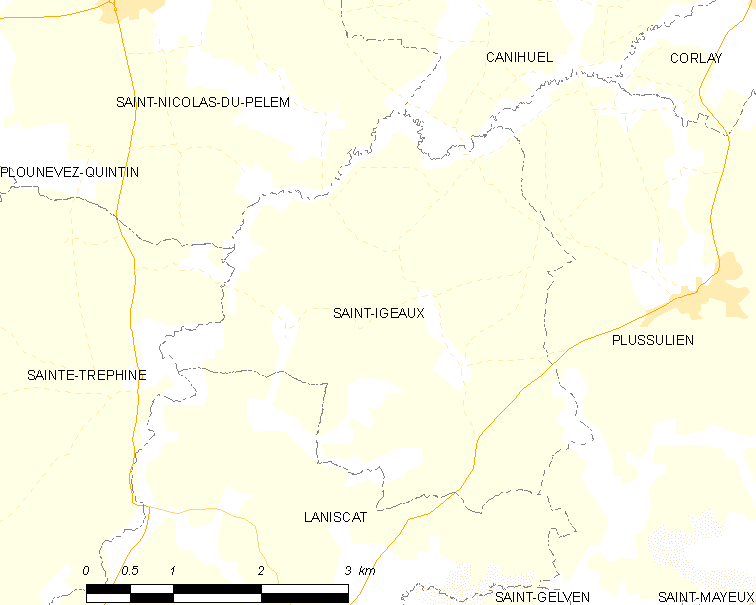
Carte de Saint-Igeaux et des communes avoisinantes.

### Relief et hydrographie
Le finage de Saint-Igeaux est formé principalement d'un plateau bosselé situé le plus souvent entre 220 et 180 mètres d'altitude, culminant à 121 mètres un peu au sud du bourg, lequel est vers 200 mètres d'altitude.
| - Carte topographique de la commune de Saint-Igeaux. |

Seules les vallées, situées principalement en périphérie du finage, sont à une altitude moindre : le Sulon, affluent de rive gauche du Blavet, sert à l'ouest de limite avec Saint-Nicolas-du-Pélem et Sainte-Tréphine : il est à seulement 137 mètres d'altitude lorsqu'il quitte la commune, à la limite de Laniscat ; son affluent, la Rivière de Corlay, est à 157 mètres à son entrée dans la commune, à sa limite nord, et à 140 mètres lors de sa confluence avec le Sulon ; elle sert de limite avec Canihuel et Saint-Nicolas-du-Pélem.

### Hydrographie
Pour un article plus général, voir Réseau hydrographique des Côtes-d'Armor.
La commune est située dans le bassin Loire-Bretagne. Elle est drainée par le Sulon et le Corlay,.
Le Sulon, d'une longueur de 29 km, prend sa source dans la commune du Vieux-Bourg et se jette  dans le Blavet à Gouarec, après avoir traversé huit communes.  Les caractéristiques hydrologiques du Sulon sont données par la station hydrologique située sur la commune de Sainte-Tréphine. Le débit moyen mensuel est de 1,64 m3/s. Le débit moyen journalier maximum est de 15,2 m3/s, atteint lors de la crue du 29 décembre 1999. Le débit instantané maximal est quant à lui de 17,4 m3/s, atteint le même jour.

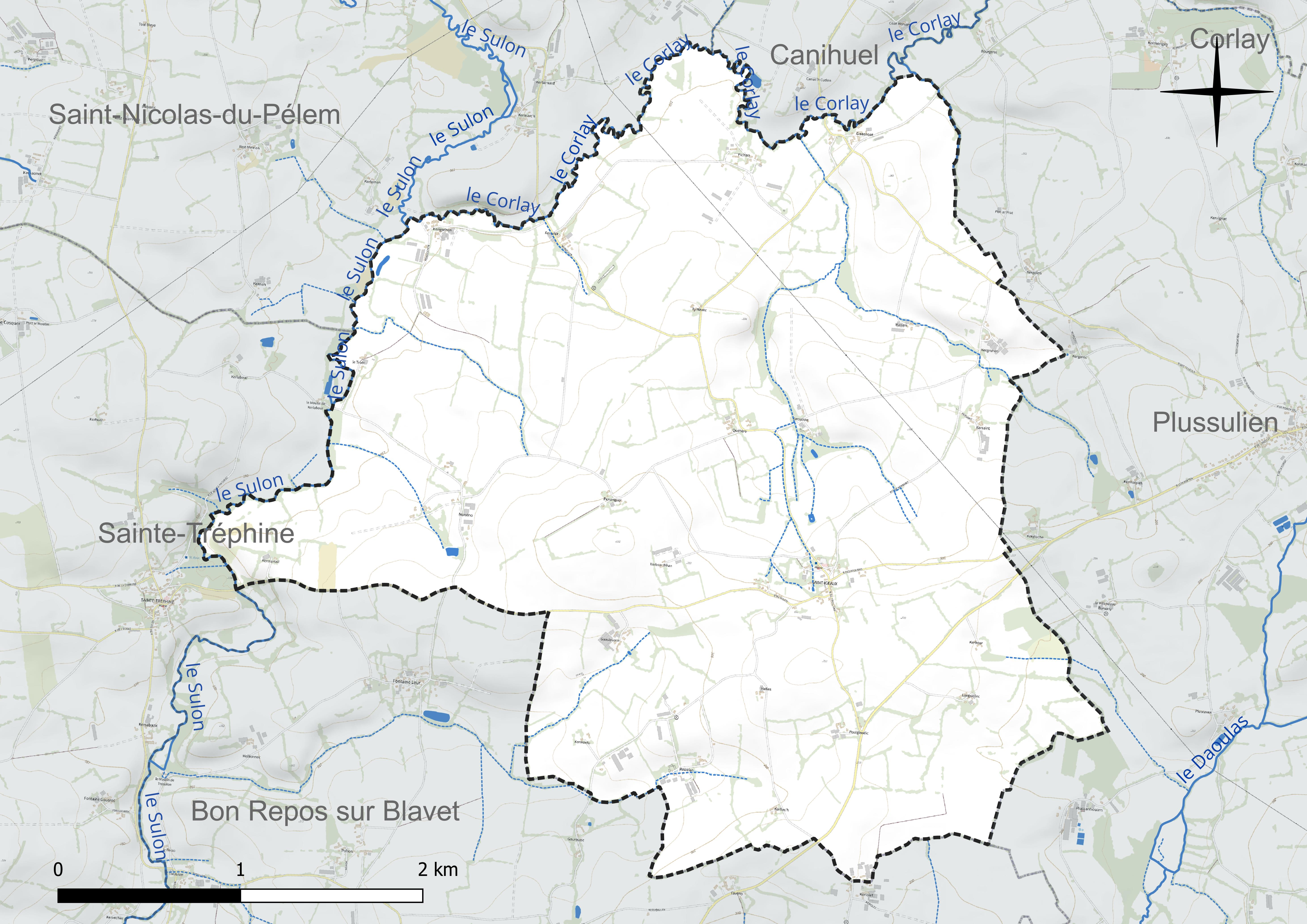
Réseau hydrographique de Saint-Igeaux.

Le Corlay, d'une longueur de 17 km, prend sa source dans la commune du Haut-Corlay et se jette  dans le Sulon à Saint-Nicolas-du-Pélem, après avoir traversé six communes. 

### Climat
Pour des articles plus généraux, voir Climat de la Bretagne et Climat des Côtes-d'Armor.
En 2010, le climat de la commune est de type climat océanique franc, selon une étude du CNRS s'appuyant sur une série de données couvrant la période 1971-2000. En 2020, Météo-France publie une typologie des climats de la France métropolitaine dans laquelle la commune est exposée à un climat océanique et est dans la région climatique  Finistère nord, caractérisée par une pluviométrie élevée, des températures douces en hiver (6 °C), fraîches en été et des vents forts. Parallèlement l'observatoire de l'environnement en Bretagne publie en 2020 un zonage climatique de la région Bretagne, s'appuyant sur des données de Météo-France de 2009. La commune est, selon ce zonage, dans la zone « Monts d'Arrée », avec des hivers froids, peu de chaleurs et de fortes pluies.  
Pour la période 1971-2000, la température annuelle moyenne est de 11 °C, avec  une amplitude thermique annuelle de 12 °C. Le cumul annuel moyen de précipitations est de 995 mm, avec 15,2 jours de précipitations en janvier et 7,9 jours en juillet. Pour la période 1991-2020, la température moyenne annuelle observée sur la station météorologique la plus proche, située sur la commune de Kerpert à 12 km à vol d'oiseau, est de 10,8 °C et le cumul annuel moyen de précipitations est de 1 088,9 mm,. Pour l'avenir, les paramètres climatiques de la commune estimés pour 2050 selon différents scénarios d’émission de gaz à effet de serre sont consultables sur un site dédié publié par Météo-France en novembre 2022.

### Transports
Saint-Igeaux est à l'écart des grands axes de transport : la RD 44, entre Laniscat et Plussulien, traverse la partie sud-est de son finage, mais sans passer par le bourg, desservi seulemt par une bretelle routière, la RD 44a, à partir de cet axe. Les autres routes de la commune sont uniquement d'intérêt local.

### Paysages et habitat
Saint-Igeaux présente un paysage agraire traditionnel de bocage avec un habitat dispersé en écarts formés de hameaux ("villages") et fermes isolées. Les principaux hameaux sont Kergrohen, Rullien, Fontaineleur, Languellec, Penanguer, Nonéno, Goaslouarn, Hellez, Kersalliou, etc.
Le bourg, de modeste importance, est légèrement excentré au centre-est du territoire communal. La commune a totalement conservé son caractère rural.

## Urbanisme

### Typologie
Au 1er janvier 2024, Saint-Igeaux est catégorisée commune rurale à habitat très dispersé, selon la nouvelle grille communale de densité à 7 niveaux définie par l'Insee en 2022.
Elle est située hors unité urbaine et hors attraction des villes,.

### Occupation des sols
L'occupation des sols de la commune, telle qu'elle ressort de la base de données européenne d’occupation biophysique des sols Corine Land Cover (CLC), est marquée par l'importance des territoires agricoles (100 % en 2018), une proportion identique à celle de 1990 (100 %). La répartition détaillée en 2018 est la suivante : 
terres arables (85 %), prairies (8,2 %), zones agricoles hétérogènes (6,8 %). L'évolution de l’occupation des sols de la commune et de ses infrastructures peut être observée sur les différentes représentations cartographiques du territoire : la carte de Cassini (XVIIIe siècle), la carte d'état-major (1820-1866) et les cartes ou photos aériennes de l'IGN pour la période actuelle (1950 à aujourd'hui).

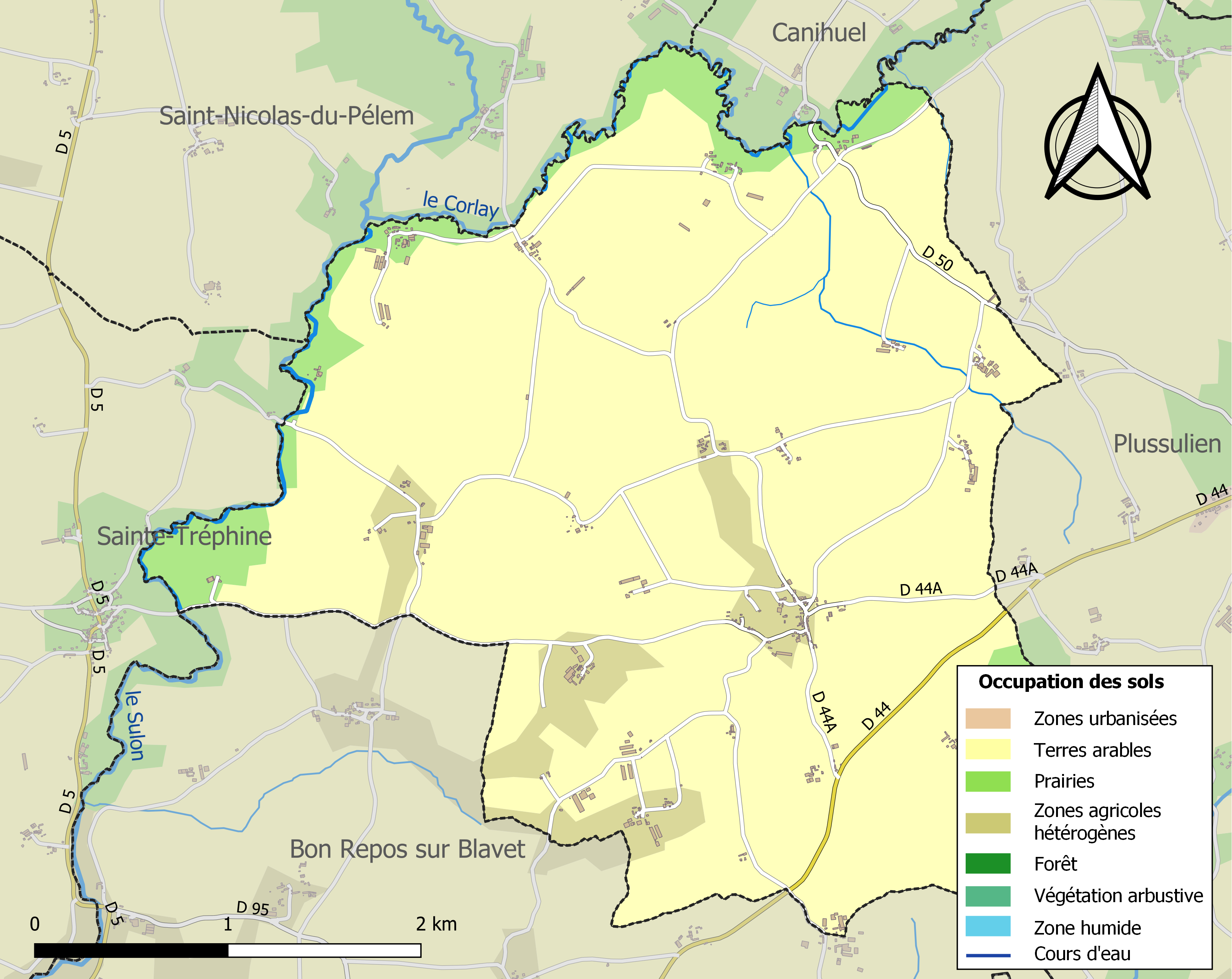
Carte des infrastructures et de l'occupation des sols de la commune en 2018 (CLC).

## Toponymie
Le nom de la localité est attesté sous les formes Treffve Sainct Tujeau en 1535, Saint-Ygeau au XVIIIe siècle. Bernard Tanguy a écrit : « Son nom rappelle le souvenir d'un obscur saint breton qui serait également l'éponyme de la paroisse bretonne primitive de Pligeau (cf. Saint-Gilles-Pligeau). Alors que dans ce toponyme, il apparaît sous la forme simple Itiau, c'est, semble-t-il, la forme hypocoristique To-Itiau, constituée avec le préfixe to 'ton", qui explique Saint-Ygeaux. Bien que cet hypochoristique soit représenté dans d'anciennes litanies bretonnes du Xe siècle par l'hagionyme féminin Ticiawa (pour Titiawa), il n'est pas douteux qu'il s'agisse ici d'un hagionyme masculin ». En breton, la commune se nomme Sant-Ijo.
Saint-Igeaux vient de Itiaw, peut-être le nom d'un ermite ayant vécu au Haut Moyen Âge. Son nom rappelle le souvenir d'un obscur saint breton qui serait également l'éponyme de la paroisse bretonne primitive de Pligeau (Saint-Gilles-Pligeaux). Le nom de saint Ignace a été attribué bien plus tard à l'église alors tréviale par volonté de l'Église catholique de substituer des saints officiellement reconnus par elle à des saints bretons plus ou moins inconnus. La fontaine de dévotion située près de l'église reste dédiée à saint Igeaux.

## Histoire

### Préhistoire
Un dépôt de 84 fragments d'épées en bronze, correspondant à sept épées complètes et à d'autres partiellement reconstituées, disposées autour d'un chaudron en tôle de bronze, ont été trouvées entre 2002 et 2005 à Kerboar. Des haches à talons et un marteau en bronze ont été trouvés dans un dépôt voisin, et un fragment de torsadé en or dans un autre. Ces dépôts, selon une datation au radiocarbone, datent de l'âge du bronze entre 1400 et 1000 ans avant notre ère. Les fouilles ont été effectuées par Yves Ménez, Muriel Fily et Maréva Gabillot.
Un tumulus datant de l'âge du cuivre a été découvert en 2013 au Hellès : il contenait des vestiges de poteries contenant des débris métalliques cassés volontairement.

### Antiquité
Le site de Nonéno a livré depuis 1998 des deniers et quinaires de l'époque de la République romaine et des deniers julio-claudiens ; en tout 18 deniers et 2 quinaires.

### Moyen Âge
Saint-Ygeaux provient d'un démembrement de la paroisse de l'Armorique primitive de Plussulien.
Selon un aveu de 1471 la châtellenie de Corlay , un des trois membres de la vicomté de Rohan comprenait 12 paroisses ou trèves : « Corlé [Corlay]  (résidence seigneuriale), Saint-Martin-des-Prés, Merléac, le Quilio, Saint-Mayeuc, Saint-Gilles-Vieux-Marché, Caurel, Laniscat, Saint-Guelven, Rosquelfen, Saint-Igeau, Plussulien ».

### Temps modernes

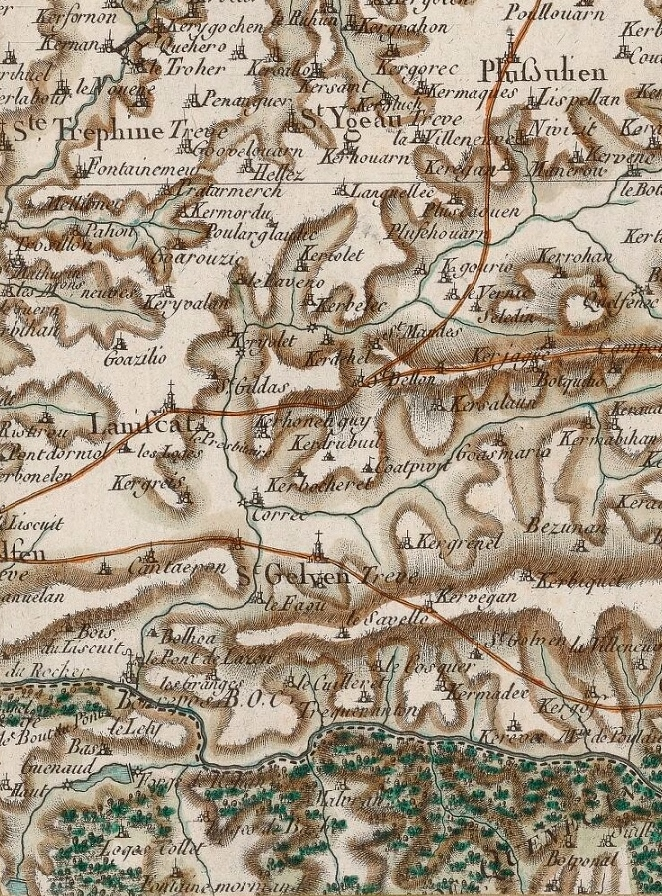
Carte de Cassini de Laniscat, Saint-Igeaux et Saint-Gelven.

Saint-Ygeaux (alors écrit Saint-Ygeau, par exemple par Jean-Baptiste Ogée) était une trève de Laniscat.

### La Révolution française
En 1790, Saint-Ygeaux est inclus dans la commune de Laniscat.
Pendant la Révolution, Saint-Ygeaux devient Mont-Ygeaux avant de retrouver de nouveau son nom.

### LeXIXesiècle
Sous le nom écrit « Saint-Ygeaux », Saint-Igeaux est érigé en succursale par l'ordonnance royale du 11 janvier 1829, puis en commune séparée de Laniscat par la loi du 10 janvier 1850. Le nom de la commune devient officiellement Saint-Igeaux par un décret en date du 31 octobre 1877[source insuffisante]. Mais la population locale continue à utiliser la graphie Saint-Ygeau et le gentilé est « Ygeaulois ».
En 1845, « les sections de Saint-Gelven et Saint-Igeaux, en Laniscat, demandent à en être séparées et érigées en communes (...). Ces sections, qui ont chacune une population d'environ 900 habitants (...) allèguent les mêmes motifs pour cette séparation. Ce sont les difficultés de communication avec le chef-lieu, l'abandon dans lequel on laisse leurs ponts, leurs chemins et l'emploi exclusif de la prestation sur ceux qui sont utiles au bourg de Laniscat ou à ses environs (...). Laniscat, qui a actuellement 3 200 habitants, et qui par ces demandes serait menacée d'être réduite à 1 300, résiste de toutes ses forces et repousse le reproche de partialité (...) ». Le conseil général des Côtes-du-Nord émit un avis défavorable, mais Saint-Gelven et Saint-Igeaux obtinrent satisfaction en 1850, devenant alors des communes indépendantes.
Joachim Gaultier du Mottay décrit ainsi Saint-Igeaux en 1862 :

« Saint-Ygeaux, 700 habitants (...). Sans école. Ancienne trève de Laniscat. On parle le breton. Territoire peu accidenté, bien boisé au sud, mais nu et découvert au nord. Terres argilo-schisteuses assez bonnes et pouvant devenir meilleures. Les prés sont de qualité passable et forment le neuvième de la superficie. Par exception au reste du canton, les landes n'en occupent pas le treizième. Cette commune élève avec succès beaucoup de bétail. Elle fut distraite en 1830 de Laniscat (...) Géologie : schiste argileux ; quartz. »

Joachim Gaultier du Mottay précise aussi qu'une croix en granite, due au sculpteur Hernot, vient d'être érigée dans le cimetière.
En 1890 Jean-Marie Rigaud écrit :

« (...) Les terres, à base schisto-argileuses, sont assez bonnes. Une culture bien entendue les rend productives. Les landes ont à peu près complètement disparu. Les cultivateurs se livrent avec succès à l'élevage du bétail. (...) Saint-Igeaux possède depuis peu une école pour chaque sexe. Le bourg n'est traversé que par des chemins vicinaux ordinaires. »

### LeXXesiècle

#### La Belle Époque
Une mission se tint à Saint-Igeaux en janvier 1901.

#### La Première Guerre mondiale
Le monument aux morts de Saint-Igeaux porte les noms de 41 soldats morts pour la Patrie pendant la Première Guerre mondiale ; parmi eux, deux (Théodore Le Floch en 1915 et Louis Mahé en 1918) sont morts en Belgique ; les autres sont décédés sur le sol français, par exemple Guillaume Huidoux, décoré (tout comme Théodore Le Floch, cité précédemment) à la fois de la Médaille militaire et de la Croix de guerre.

#### L'Entre-deux-guerres

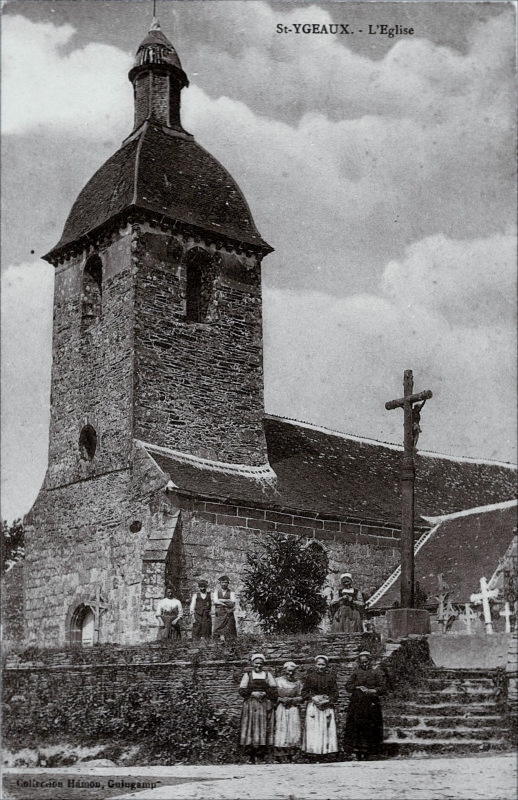
Saint-Igeaux : l'église paroissiale Saint-Ignace vers 1920 (carte postale).

Un crime qui fut commis le 10 juillet 1931 à Saint-Igeaux, celui d'une septuagénaire, dont fut accusé et pour lequel fut condamné un immigré tchécoslovaque, défraya la chronique et fut évoqué à plusieurs reprises dans de nombreux journaux de la presse nationale, par exemple dans le journal L'Œuvre.
Le hameau de Goasnat est décrit en 1932 par un journaliste, à l'occasion de ce crime commis l'année précédente à cet endroit : 

« Le voyageur qui se rend de Mûr-de-Bretagne à Saint-Nicolas-du-Pélem et qui (...) emprunte la vieille route de Plussulien, rencontre, à peu de distance de ce dernier bourg, une agglomération qui fut, jadis, de quelque importance, et deux ou trois modestes maisons habitées par de paisibles cultivateurs. Le reste n'est plus que ruines, masures écroulées ou incendiées, parmi lesquelles on retrouve les vestiges d'un vieux moulin, tout cela envahi par le lierre et les plantes grimpantes, et donnant à ce hameau, encaissé dans un fond, un aspect sinistre qui saisissait au premier abord. C'est Goasnat-en-Saint-Igeaux. Et, à quelques pas de ce décor lugubre, le paysage change subitement, et l'on se trouve dans les beaux pâturages qu'arrosent le Sulon et la rivière de Corlay, prairies où paissent en liberté les magnifiques chevaux que produit cette riche et renommée contrée d'élevage. »

#### La Seconde Guerre mondiale
Le monument aux morts de Saint-Igeaux porte les noms de 4 personnes mortes pour la France pendant la Seconde Guerre mondiale : Vincent Le Gall, Léon Menguy et Bertrand Philippe, tous les trois soldats, ont été tués lors de la Bataille de France au printemps 1940 et Joseph Sérandour, marin, est mort de maladie contractée en service en septembre 1940.
Mathurin Le Roux, soldat des Troupes françaises d'occupation en Allemagne, fut tué accidentellement le 6 septembre 1945 à Löffingen (Allemagne).
Une rafle fut organisée à Saint-Igeaux par les Allemands le 18 mai 1944, visant un lieu de rendez-vous pour les résistants, le café-tabac de Raymonde et Anselme Le Gall ; ceux-ci étaient absents, mais leur maison fut incendiée et sept jeunes gens arrêtés et emprisonnés quelque temps à Saint-Brieuc. Parmi les résistants originaires de Saint-Igeaux : Joseph Monjaret, son frère Constant Monjaret (qui fut par la suite député) et Hélène Mahé
Le journal La Champagne décrit dans son édition du 8 février 1947 l'action des résistants Francs-tireurs et partisans à partir de la ferme de Ouatnès en Saint-Nicolas-du-Pélem, route de Saint-Igeaux (lieu non trouvé) le 26 juillet 1944.

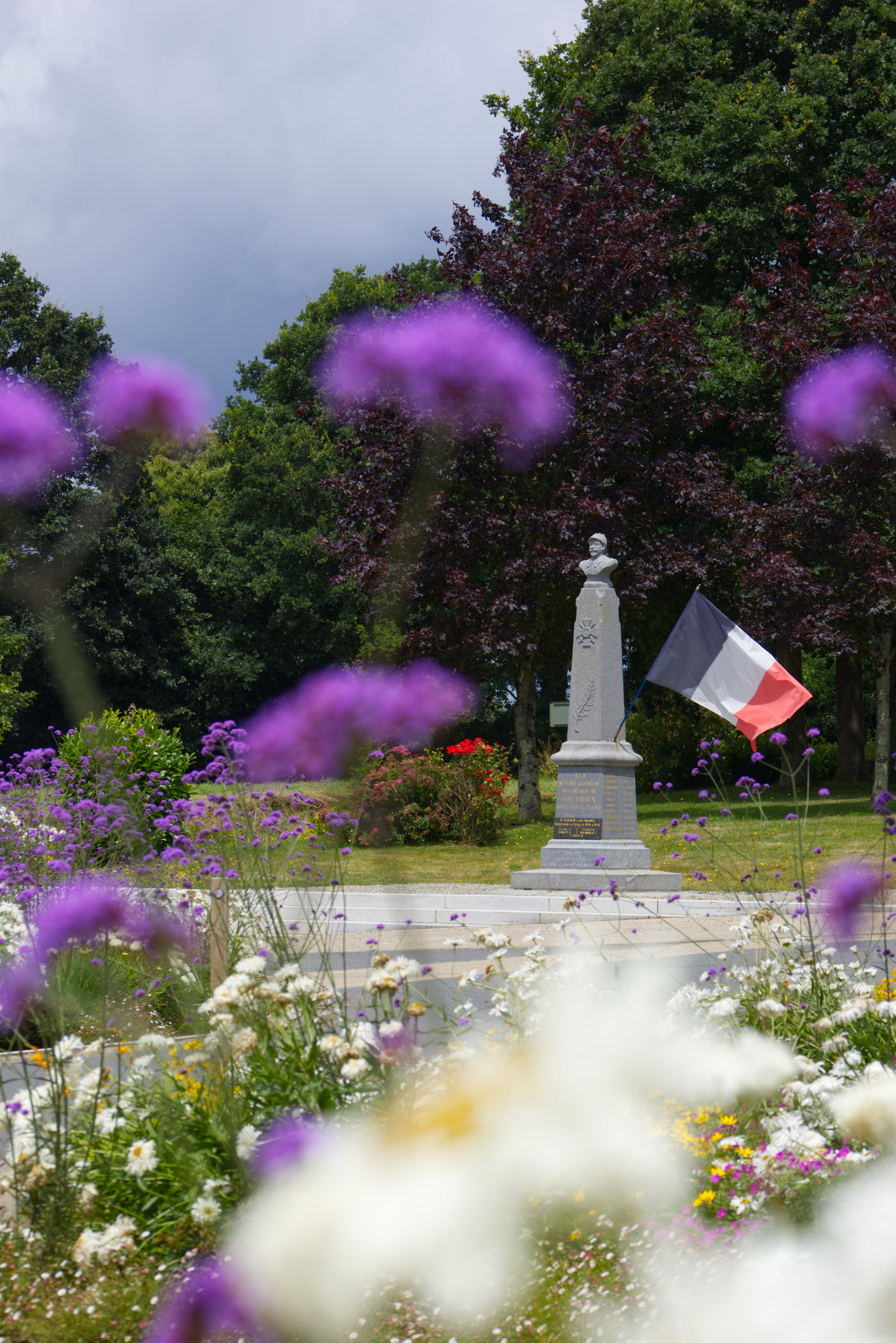

## Politique et administration
| Période                                  | Période    | Identité            | Étiquette                          | Qualité                                                           |
| ---------------------------------------- | ---------- | ------------------- | ---------------------------------- | ----------------------------------------------------------------- |
| 1851                                     | 1855       | Pierre Denis        |                                    | Cultivateur propriétaire. Premier maire de Saint-Igeaux.          |
| 1855                                     | 1865       | Louis Galerne       |                                    | Cultivateur.                                                      |
| 1865                                     | 1874       | Joseph Le Floch     |                                    | Cultivateur.                                                      |
| 1874                                     | 1877       | Louis Galerne       |                                    | Déjà maire entre 1855 et 1865.                                    |
| 1877                                     | 1879       | Théodore Rault      |                                    |                                                                   |
| 1880                                     | 1882       | Pierre Denis        |                                    | Laboureur. Fils de Pierre Denis, premier maire de Saint-Igeaux.   |
| 1882                                     | 1888       | Vincent Jégou       |                                    | Receveur buraliste et laboureur.                                  |
| 1888                                     | 1891       | François Denis      |                                    | Cultivateur. Fils de Pierre Denis, premier maire de Saint-Igeaux. |
| 1891                                     | 1902       | Denis Ruchon        |                                    | Meunier.                                                          |
| 1902                                     | 1903       | François Denis      |                                    | Fils de Pierre Denis, premier maire de Saint-Igeaux.              |
| 1903                                     | 1912       | Alain Berthelot     |                                    |                                                                   |
| 1912                                     | 1919       | Jean-Louis Lhermite |                                    |                                                                   |
| 1919                                     | après 1920 | François Denis      |                                    |                                                                   |
|                                          |            |                     |                                    |                                                                   |
| 1947                                     | 1985       | Basile Denis        | Radical puis SFIO puis PSU puis PS | Agriculteur, syndicaliste                                         |
| 1985                                     | mars 2008  | Christiane Le Ruen  | PS                                 | Agricultrice                                                      |
| mars 2008                                | mars 2014  | Yvon Guillossou     |                                    | Retraité                                                          |
| mars 2014                                | en cours   | Claude Bernard      | DVG                                | Agriculteur                                                       |
| Les données manquantes sont à compléter. |            |                     |                                    |                                                                   |

## Démographie
L'évolution du nombre d'habitants est connue à travers les recensements de la population effectués dans la commune depuis 1851. Pour les communes de moins de 10 000 habitants, une enquête de recensement portant sur toute la population est réalisée tous les cinq ans, les populations de référence des années intermédiaires étant quant à elles estimées par interpolation ou extrapolation. Pour la commune, le premier recensement exhaustif entrant dans le cadre du nouveau dispositif a été réalisé en 2005.

En 2022, la commune comptait 124 habitants, en évolution de −10,14 % par rapport à 2016 (Côtes-d'Armor : +1,78 %, France hors Mayotte : +2,11 %).
| 1851 | 1856 | 1861 | 1866 | 1872 | 1876 | 1881 | 1886 | 1891 |
| ---- | ---- | ---- | ---- | ---- | ---- | ---- | ---- | ---- |
| 800  | 700  | 720  | 708  | 668  | 711  | 682  | 722  | 728  |

| 1896 | 1901 | 1906 | 1911 | 1921 | 1926 | 1931 | 1936 | 1946 |
| ---- | ---- | ---- | ---- | ---- | ---- | ---- | ---- | ---- |
| 696  | 672  | 698  | 676  | 610  | 585  | 504  | 446  | 386  |

| 1954 | 1962 | 1968 | 1975 | 1982 | 1990 | 1999 | 2005 | 2006 |
| ---- | ---- | ---- | ---- | ---- | ---- | ---- | ---- | ---- |
| 351  | 356  | 360  | 352  | 234  | 153  | 151  | 172  | 168  |

| 2010 | 2015 | 2020 | 2022 | - | - | - | - | - |
| ---- | ---- | ---- | ---- | - | - | - | - | - |
| 140  | 138  | 123  | 124  | - | - | - | - | - |

Saint-Igeaux est, après Loc-Envel, la commune de Bretagne dont la population a diminué le plus en pourcentage (- 82 %) entre 1851 et 1999, passant de 800 à 151 habitants entre ces deux dates.

## Lieux et monuments

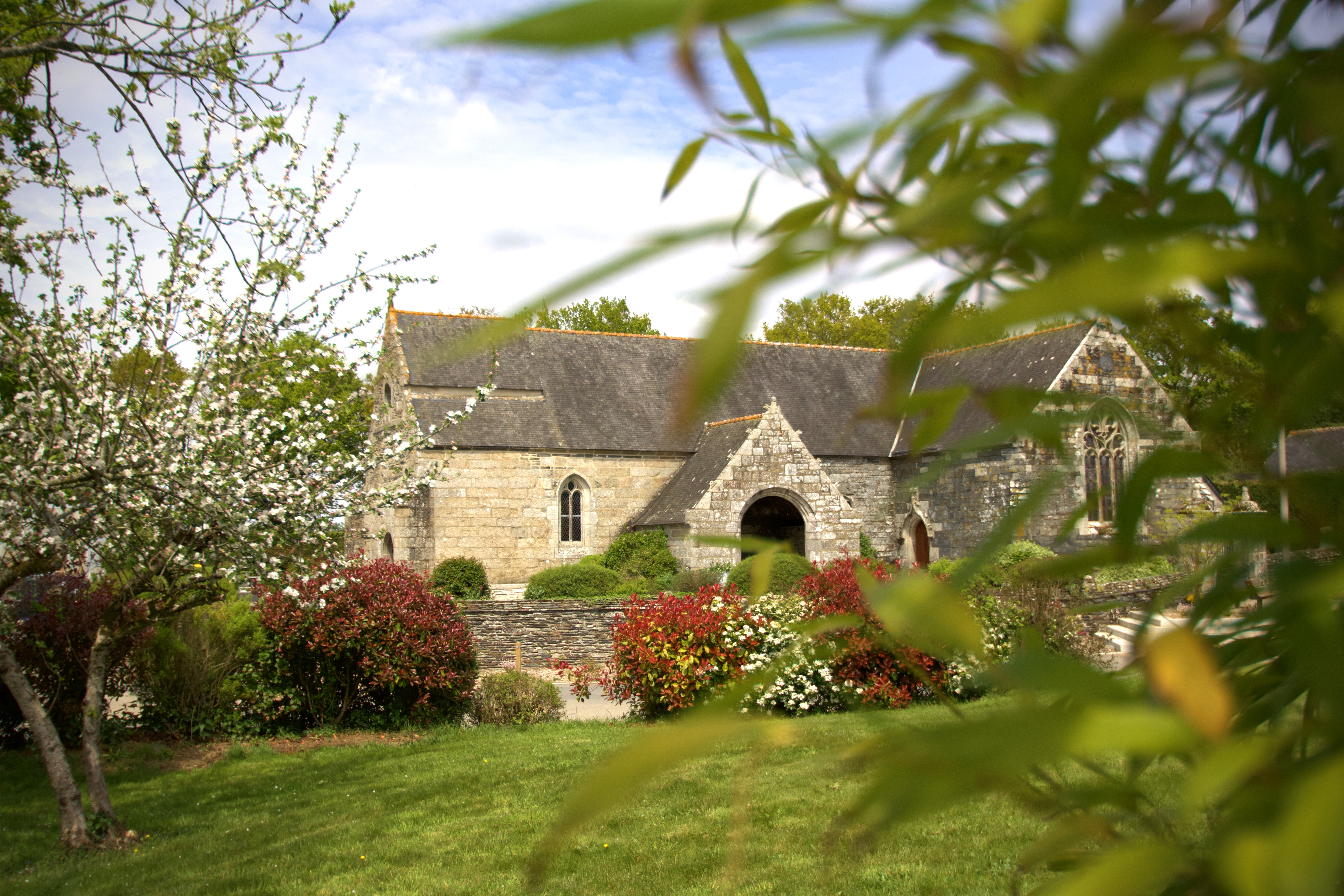
Église de Saint-Igeaux.

- Église paroissiale Saint-Ignace : dédiée à saint Ignace, elle date du début du XVIe siècle et est en forme de croix latine ; elle possède plusieurs statues anciennes, dont une de saint Ignace, et d'autres de saint Pierre, saint Yves, ainsi qu'une Vierge couronnée par les Anges. Le clocher, construit par Nicolas Hurel, date de 1667, mais sa partie haute a été reconstruite au XIXe siècle. Le pignon du transept porte les armes des seigneurs de Correc[28]. Une fontaine de dévotion, dite de Saint-Igeaux, se trouve à proximité.
- L'ancienne chapelle Notre-Dame-des-Vertus, de Fichan, a été détruite après la Seconde Guerre mondiale. Elle a été décrite en 1940[28]. Il subsiste de cette chapelle une croix datant de 1889.
- Les manoirs de Restellan (XVIIe siècle) et Kersaliou (XVIIIe siècle).
- Des maisons anciennes dans le bourg et les hameaux de Noméno, Prat-ar-Verch et Kerigochen.

## Personnalités liées à la commune

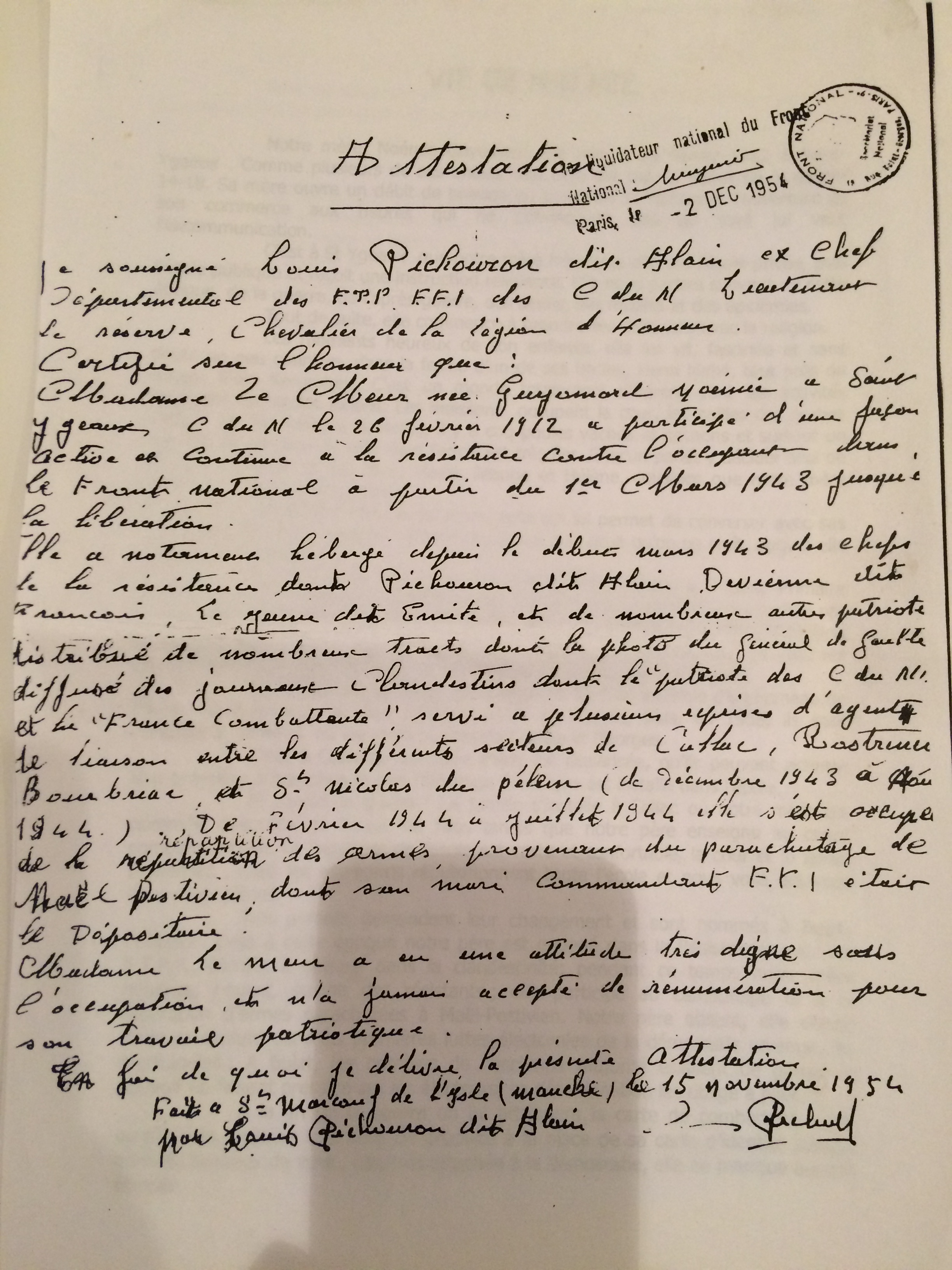
Attestation des actes de résistance de Noémie Le Meur.

- Noémie Le Meur née Guyomard, poétesse et résistante, née à Kergrohen près du bourg de Saint-Ygeaux le 26 février 1912, décédée en mars 2002 à Dinan. Elle est élevée par son oncle Henri Mahé, et ses cousines Marie, Jeanne, et Hélène[46]. Avec son mari Louis Le Meur, elle enseigne à l'école de Paule, Calanhel, puis Callac, Bulat-Pestivien, et le Hinglé en fin de carrière. Durant l'Occupation, elle organise la résistance dans les secteurs de Callac, Rostrenen, Bourbriac, et Saint-Nicolas-du Pelem de décembre 1943 à aout 1944. De février 1944 à juillet 1944, elle répartit les armes en provenance des parachutages de Duault et Maël-Pestivien, dont son mari Louis Le Meur[47], commandant FTP puis FFI Roland, était le dépositaire.